# DPPA3
DPPA3 (англ. Developmental pluripotency associated 3) – білок, який кодується однойменним геном, розташованим у людей на короткому плечі 12-ї хромосоми. Довжина поліпептидного ланцюга білка становить 159 амінокислот, а молекулярна маса — 17 851.
| 10         |  | 20         |  | 30         |  | 40         |  | 50         |
| ---------- |  | ---------- |  | ---------- |  | ---------- |  | ---------- |
| MDPSQFNPTY |  | IPGSPQMLTE |  | ENSRDDSGAS |  | QISSETLIKN |  | LSNLTINASS |
| ESVSPLSEAL |  | LRRESVGAAV |  | LREIEDEWLY |  | SRRGVRTLLS |  | VQREKMARLR |
| YMLLGGVRTH |  | ERRPTNKEPK |  | GVKKESRPFK |  | CPCSFCVSNG |  | WDPSENARIG |
| NQDTKPLQP  |  |            |  |            |  |            |  |            |

A: Аланін

C: Цистеїн

D: Аспарагінова кислота

E: Глутамінова кислота

F: Фенілаланін

G: Гліцин

H: Гістидин

I: Ізолейцин

K: Лізин

L: Лейцин

M: Метіонін

N: Аспарагін

P: Пролін

Q: Глутамін

R: Аргінін

S: Серин

T: Треонін

V: Валін

W: Триптофан

Кодований геном білок за функціями належить до регуляторів хроматину, білків розвитку. 
Локалізований у цитоплазмі, ядрі.